# لاش (گروه موسیقی)
لاش (به انگلیسی:Lush) یک گروه راک انگلیسی بود که در سال ۱۹۸۷ در لندن تشکیل شد. گروه اصلی شامل میکی برنی، اما اندرسون، استیو ریپون و کریس آکلند بود. فیل کینگ در سال ۱۹۹۱ جایگزین ریپون شد. همچنین یکی از اولین گروه‌هایی بودند که با سبک «شوگِیز» از آنها یاد شده‌است. به دنبال مرگ آکلند، این گروه در سال ۱۹۹۶ منحل شد.
این گروه برای مدت کوتاهی بین سال‌های ۲۰۱۵ تا ۲۰۱۶ با پیوستن دوباره برنی، اندرسون، کینگ و ولش، فعال بود. آنها قبل از انحلال دائمی و دوستانه گروه-به دلیل تمرکز بر زندگی شخصی خود- یک مینی آلبوم ضبط کردند.

## اعضا
میکی برنی - آواز، گیتار (۱۹۸۷–۱۹۹۶، ۲۰۱۵_۲۰۱۶)
اما اندرسون - آواز، گیتار(۱۹۸۷–۱۹۹۶، ۲۰۱۵_۲۰۱۶)
استیو ریپون - گیتار بیس(۱۹۹۲_۱۹۸۷)
کریس آکلند - درامز(۱۹۸۷–۱۹۹۶؛ درگذشت ۱۹۹۶)
مریل برهم - آواز (۱۹۸۸_۱۹۸۷)
فیل کینگ - گیتار بیس (۱۹۹۲–۱۹۹۶، ۲۰۱۵_۲۰۱۶)
جاستین ولش- درامز (۲۰۱۵–۲۰۱۶)

## ترانه‌شناسی

### آلبوم‌های استودیویی
| نام                                     | تاریخ انتشار   | فرمت                        | ناشر | کد       | جدول آلبوم‌های بریتانیا | جدول آلبوم‌های مستقل بریتانیا | بیلبورد ۲۰۰ |
| --------------------------------------- | -------------- | --------------------------- | ---- | -------- | ---------------------- | ---------------------------- | ----------- |
| جای زخم (به انگلیسی :Scar) (مینی آلبوم) | ۹ اکتبر ۱۹۸۹   | LP/CD/C                     | 4AD  | JAD 911  | –                      | ۳                            | –           |
| شبح وار (به انگلیسی :Spooky)            | ۲۷ ژانویه ۱۹۹۲ | LP/CD/double-10"/C          | 4AD  | CAD 2002 | ۷                      | –                            | –           |
| شکاف (به انگلیسی: Split)                | ۱۳ ژوئن ۱۹۹۴   | LP/CD/C                     | 4AD  | CAD 4011 | ۱۹                     | –                            | ۱۹۵         |
| زندگی عاشقانه (به انگلیسی :LoveLife)    | ۴ مارس ۱۹۹۶    | limited clear vinyl LP/CD/C | 4AD  | CAD 6004 | ۸                      | –                            | ۱۸۹         |